# 垫江站
垫江站是郑渝高速铁路渝万北段上的一个站点，位于中华人民共和国重庆市垫江县桂阳街道文毕社区，距县城中心车程约5公里，2016年11月28日随渝万城际铁路开通而投入使用。